# Éragny-sur-Epte
Éragny-sur-Epte ist eine französische Gemeinde mit 599 Einwohnern (Stand 1. Januar 2022) im Département Oise in der Region Hauts-de-France. Sie gehört zum Arrondissement Beauvais, zur Communauté de communes du Vexin Thelle und zum Kanton Chaumont-en-Vexin.

## Geographie
Die Gemeinde Éragny-sur-Epte, durch die die frühere Route nationale 15 und die Bahnstrecke von Paris nach Le Tréport verlaufen, liegt am linken (östlichen) Ufer der Epte, die die Grenze zum Département Eure bildet, gegenüber von Bazincourt-sur-Epte. Im Süden reicht das Gemeindegebiet bis an den Rand der Stadt Gisors. Der frühere Bahnhof ist stillgelegt.

## Bevölkerungsentwicklung
| Jahr                       | 1962 | 1968 | 1975 | 1982 | 1990 | 1999 | 2006 | 2014 | 2021 |
| -------------------------- | ---- | ---- | ---- | ---- | ---- | ---- | ---- | ---- | ---- |
| Einwohner                  | 450  | 475  | 461  | 508  | 542  | 552  | 564  | 608  | 596  |
| Quellen: Cassini und INSEE |      |      |      |      |      |      |      |      |      |

## Sehenswürdigkeiten
- Kirche Saint-Martin[1]
- Atelier des Malers Camille Pissarro, der seit 1884 ein Haus in Éragny besaß und dort mehrere Bilder schuf

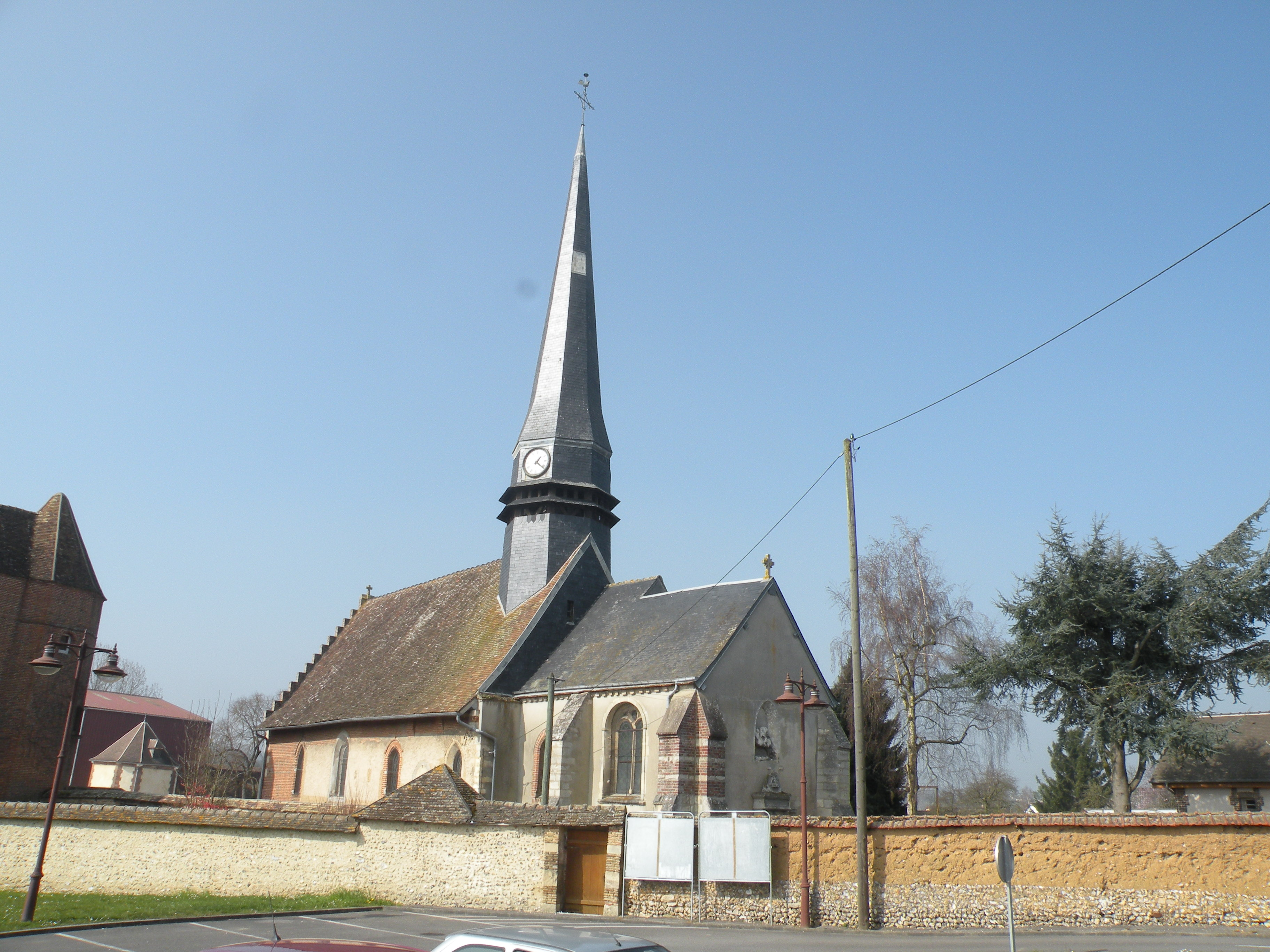
Kirche Saint-Martin
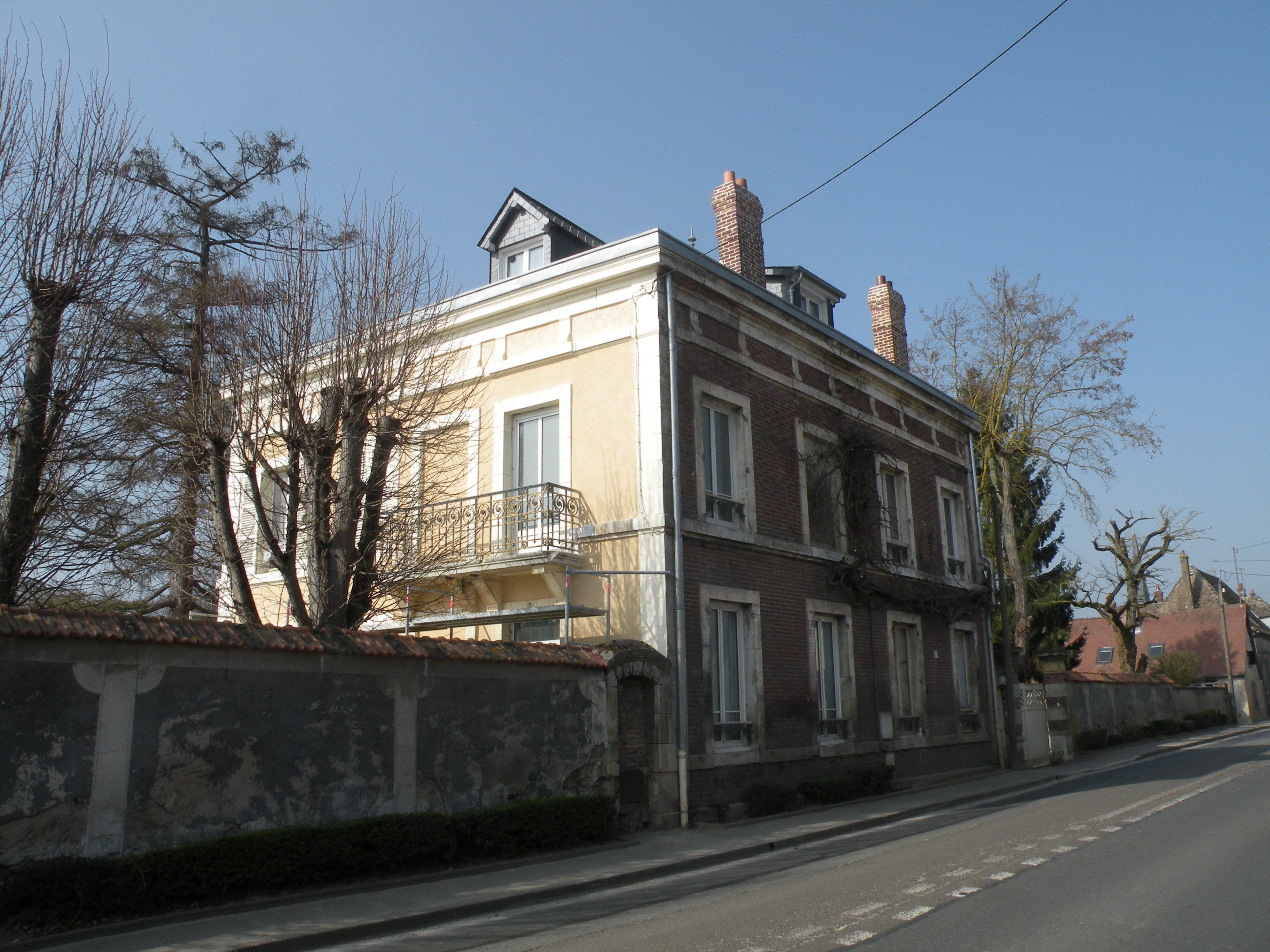
Atelier des Malers Camille Pissarro
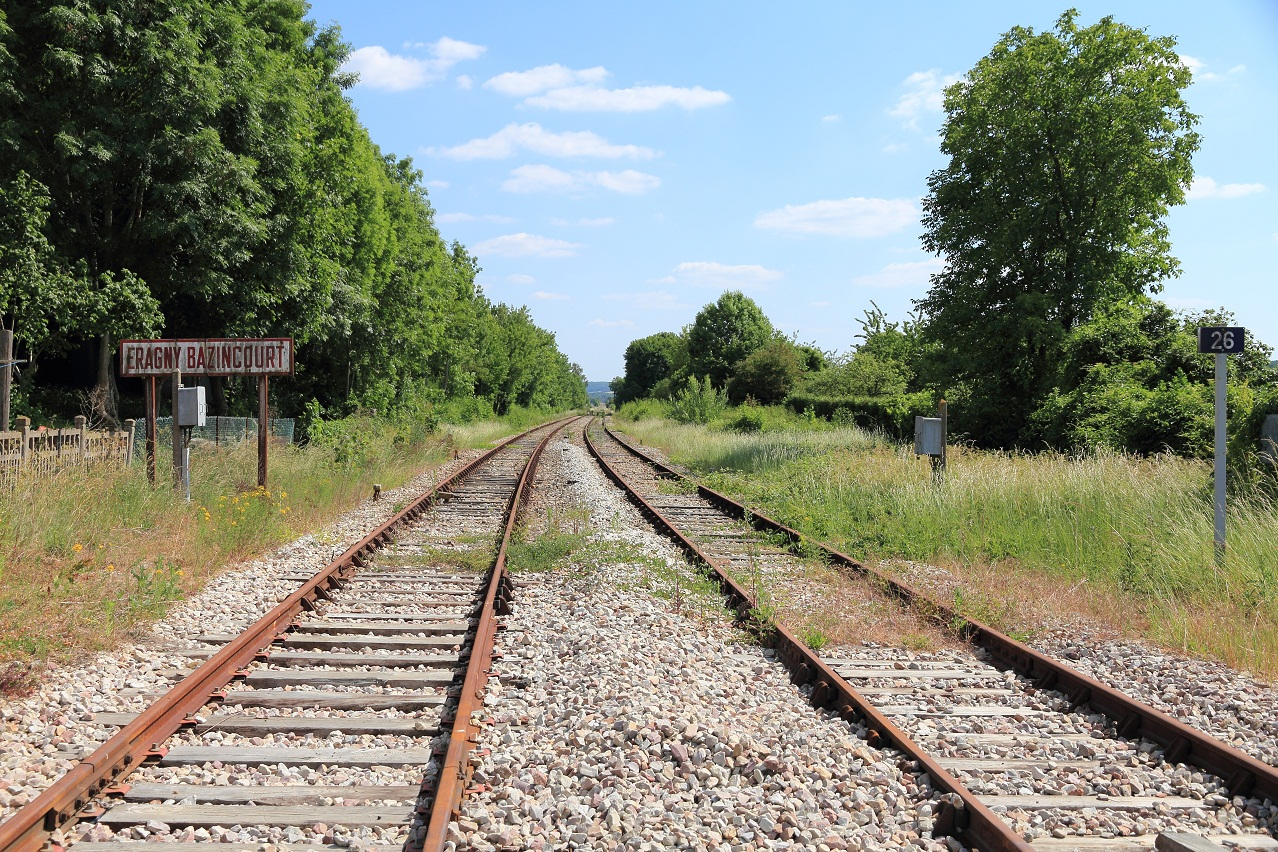
Ort des ehemaligen Bahnhofs Érigny-Bazincourt
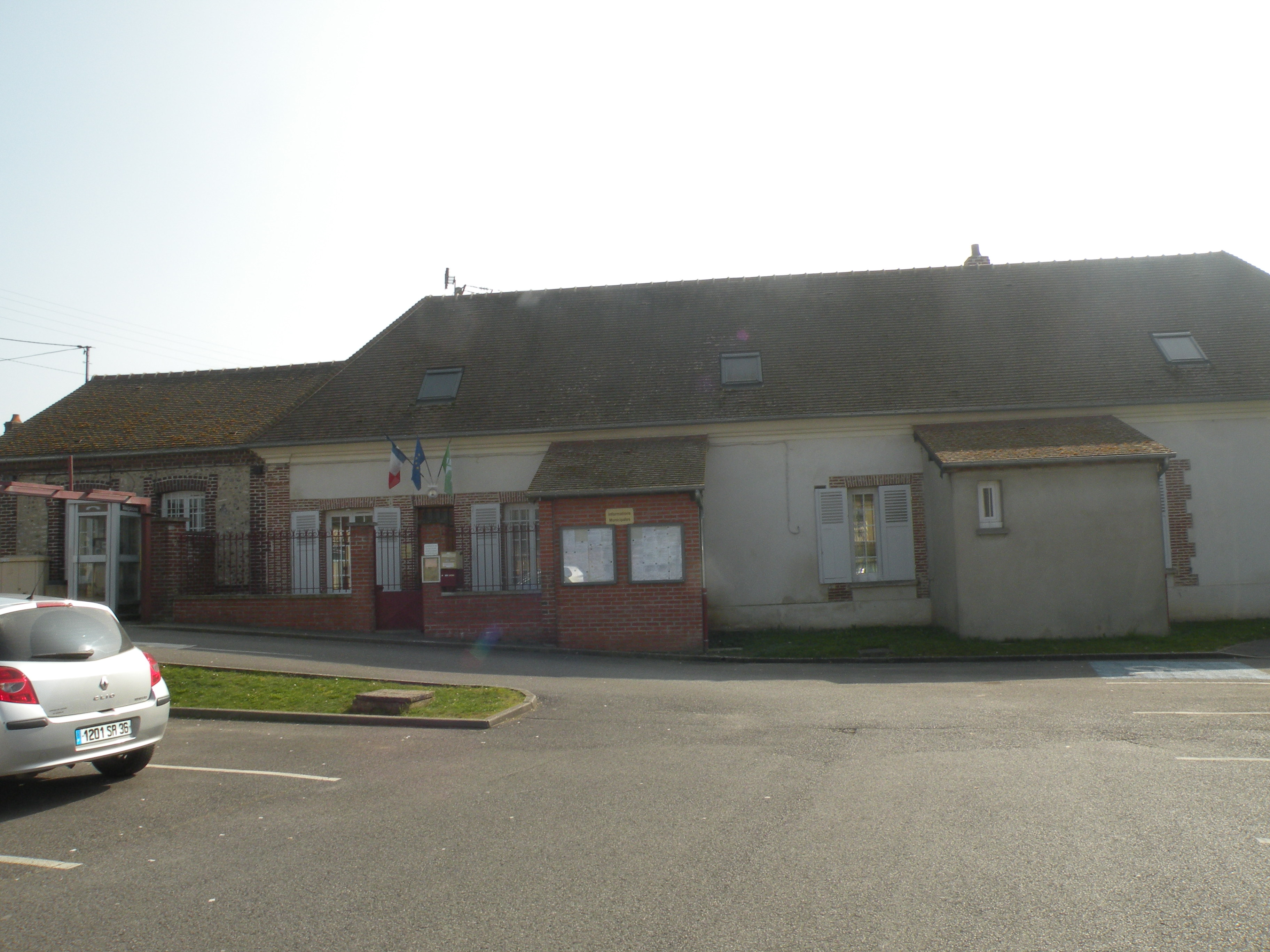
Mairie
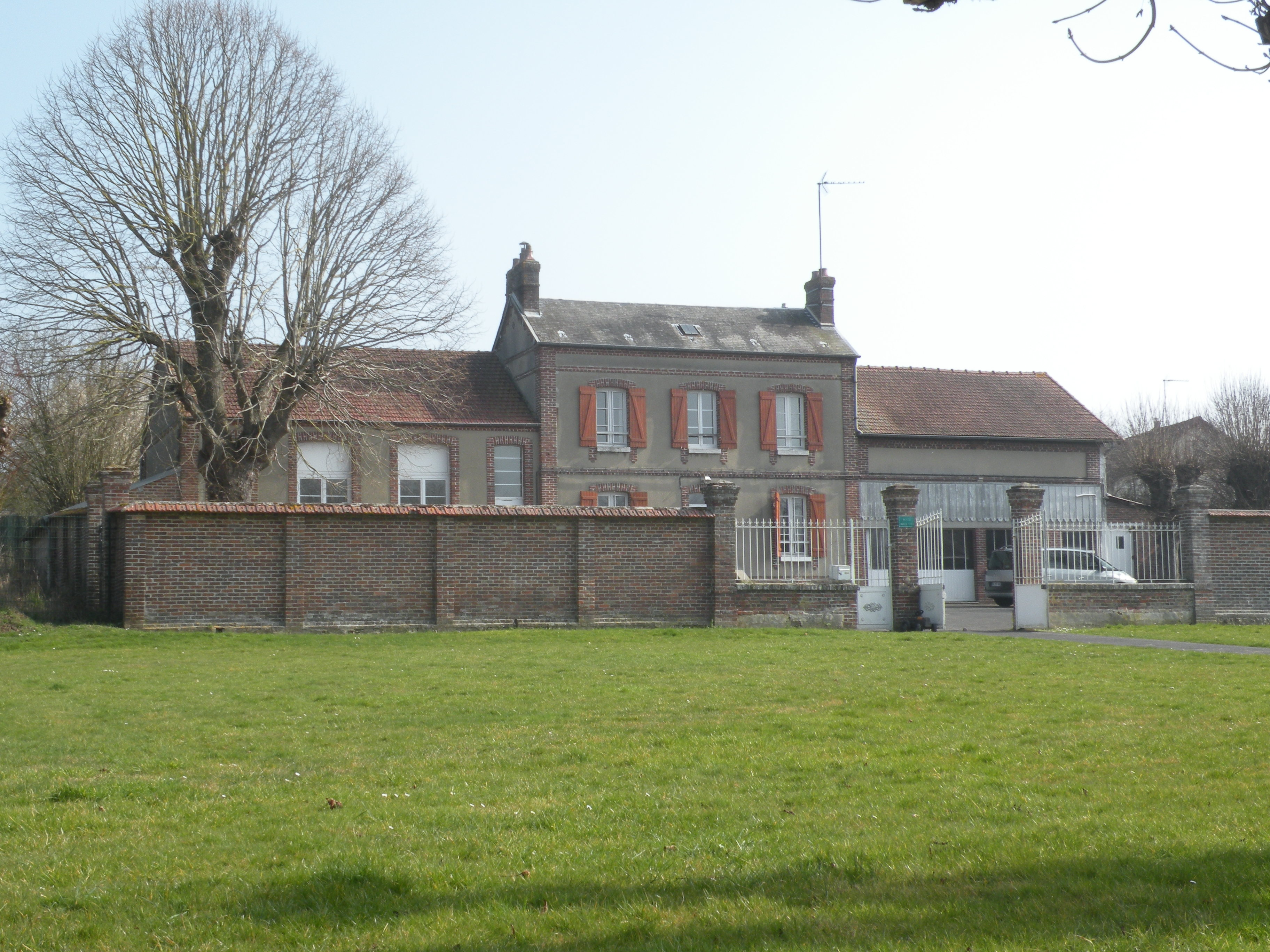
Schule

## Persönlichkeiten
- Camille Pissarro (1830–1903), Maler des Impressionismus